# 三浦昂

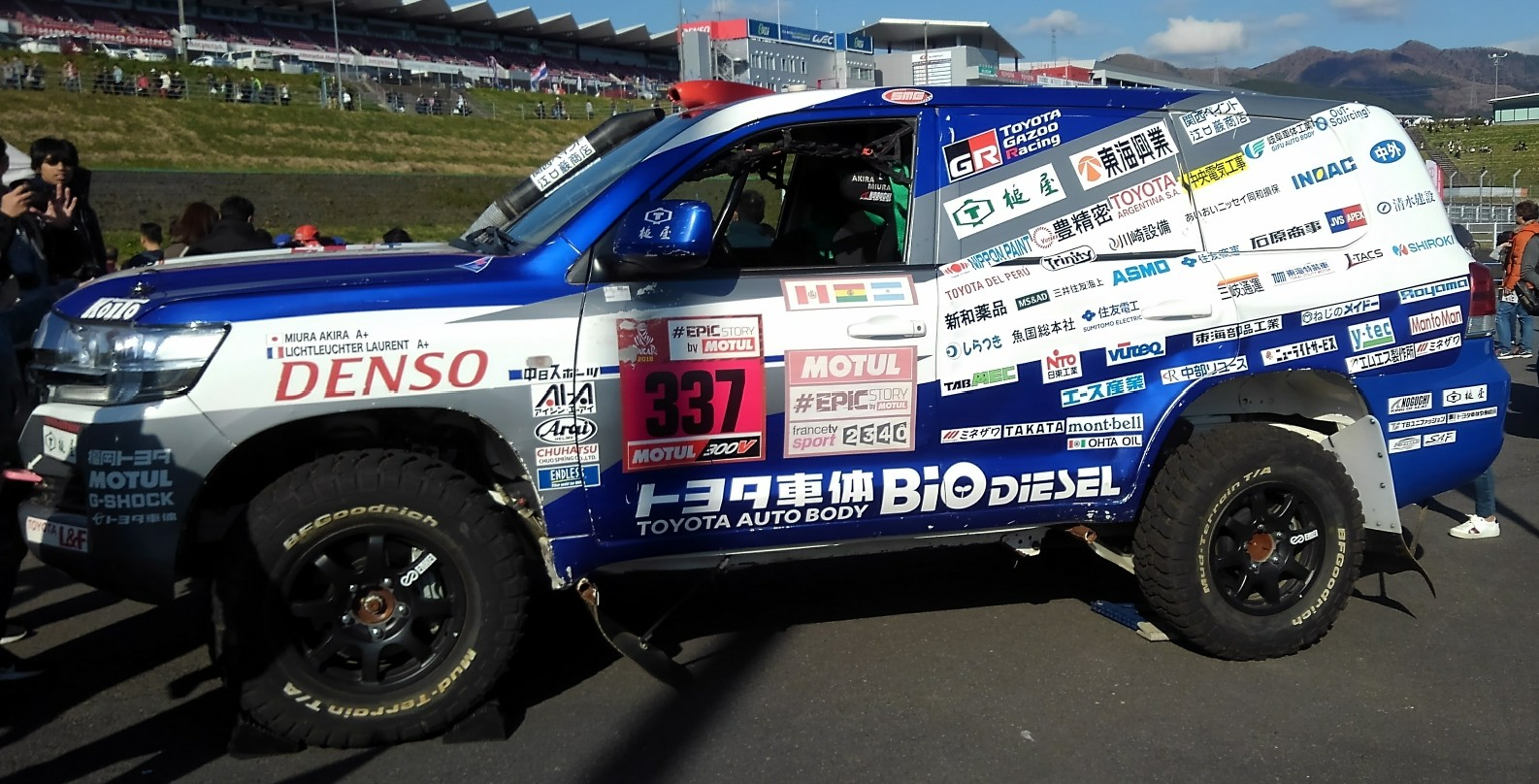
三浦がドライバーとして初の市販車部門優勝を果たした時のランドクルーザー337号車（2018年）

三浦 昂（みうら あきら、1983年1月26日 - ）は、日本のオフロードレーサー、ナビゲーター。愛知県出身。既婚。

## 略歴
幼少期はF1ドライバーに憧れた。大学は南山大学法学部法学科に進学。部活は自動車部に所属し、ジムカーナなどの自動車競技を経験。ここでスポーツ走行の楽しさを知る。司法書士も目指して勉励したものの、試験は失敗に終わっている。
卒業後『チームランドクルーザー』の活動に憧れ、2005年にトヨタ車体に入社。2006年の公募に応じ、フランス語を必死に勉強して選考を通過。2007年に三橋淳のナビゲーターとしてダカール・ラリーにデビューすると、そのままあっさり市販車部門優勝を収め、最も若くして好成績を収めたナビに送られるアンリ・マーニュ賞も受賞した。しかしこれに三浦は内心不完全燃焼を覚えていたと回顧している。2008年の開催中止を経て、南米に舞台を移した2009年はニコラ・ジボンのナビとなり、ここでも部門優勝を収める。2010年にも同ペアで参戦（リタイア）。出場は3度までという社内規則に従い、三浦のダカール活動はここで一旦幕を下ろした。
しかしダカールへの情熱は尽きることなく上層部に直訴した結果、2013年に再びナビゲーターとして復帰することができた。三浦は広報としての業務を担当しながら、ジボンとのペアでダカール活動をこなした。2015年の途中に自ら志願してドライバーへと転身。2016年にフランス人のローラン・リシトロイシターをナビとしてドライバーデビューを果たした。
2018年にはチームメイトのクリスチャン・ラビエル/ジャン・ピエール・ギャルサン組が途中で脱落したこともあり、2年目にしてドライバーとして市販車部門初優勝を飾った。
2021年にはラビエルがグループT1へ活動を移したため、チームメイトがロナルド・バソ/ジャン・ミッシェル・ポラト組へ交代。この年2度目の市販車部門優勝を記録。200系ランドクルーザー最後の年となった2022年も優勝し、チームの連勝記録を9に伸ばした。2023年は2位だが、チームは10連勝を達成した。
ラリーレイド以外では、訓練の一環としてTOYOTA GAZOO Racingラリーチャレンジや全日本ダートトライアル選手権などにも参戦している。
東洋タイヤの支援で海外オフロードレースにも挑戦しており、2021年には米国最長のオフロードレース"Best in the Vegas to Rino"にサイド・バイ・サイド・ビークルで参戦し、UTVスポーツマンクラスで優勝している。2022年には2023年はSCOREインターナショナル（バハ1000の主催者）のミント400にV8エンジンでFRレイアウトのUnlimited Truck SPECクラスにトヨタのマシンで参戦（結果はマシントラブルによりDNF）。2023年も同じ体制で参戦するが、やはりDNFに終わっている。
8年に渡りダカールで組んできたリシトロイシターは、2023年のモロッコ・デザート・チャレンジで、ポラリスのサイド・バイ・サイド・ビークルでフランス人ドライバーのナビとして搭乗していた際、他車との接触事故に遭い、死亡した。享年47。

## エピソード
- 名前を昴（すばる）と勘違いされることが多く、大手のメディアや著名なジャーナリストでも「昴」と誤記することがしょっちゅうなので、『三浦昴』で探したほうが情報が見つけやすいことも多い。が、正しくは昂（あきら）である。
- 200系ランドクルーザーの最初（2009年）と、最後（2022年）のダカール活動に関わっている。また2021年発売の300系ランドクルーザーの主査である横尾は、三浦のフィードバックを受けながら基本設計の構想を練ったとしている[8]。
- トヨタ自動車社長の豊田章男がDJを務めるラジオ番組、『DJ MORIZO HANDLE THE MIC』に複数回ゲスト出演した、数少ないドライバーである。